# Божину (Горж)
Божину (рум. Bojinu) насеље је у Румунији у округу Горж у општини Крушет. Oпштина се налази на надморској висини од 191 m.

## Становништво
Према подацима из 2002. године у насељу је живело 86 становника, од којих су сви румунске националности.